# 國道490號 (日本)
国道490号是一条从山口县宇部市经美禰市到萩市的一般國道。

## 概要

### 路线資料
- 起点：山口县宇部市松山町（松山町一丁目十字路口 = 国道190号线十字路口）
- 终点：山口县萩市山田（木间入口十字路口 = 国道191号线十字路口）
- 主要中转站：山口县美禰市
- 总长度 : 60.9公里(包括重疊路段) [1] [注釈 1]

## 路线狀況

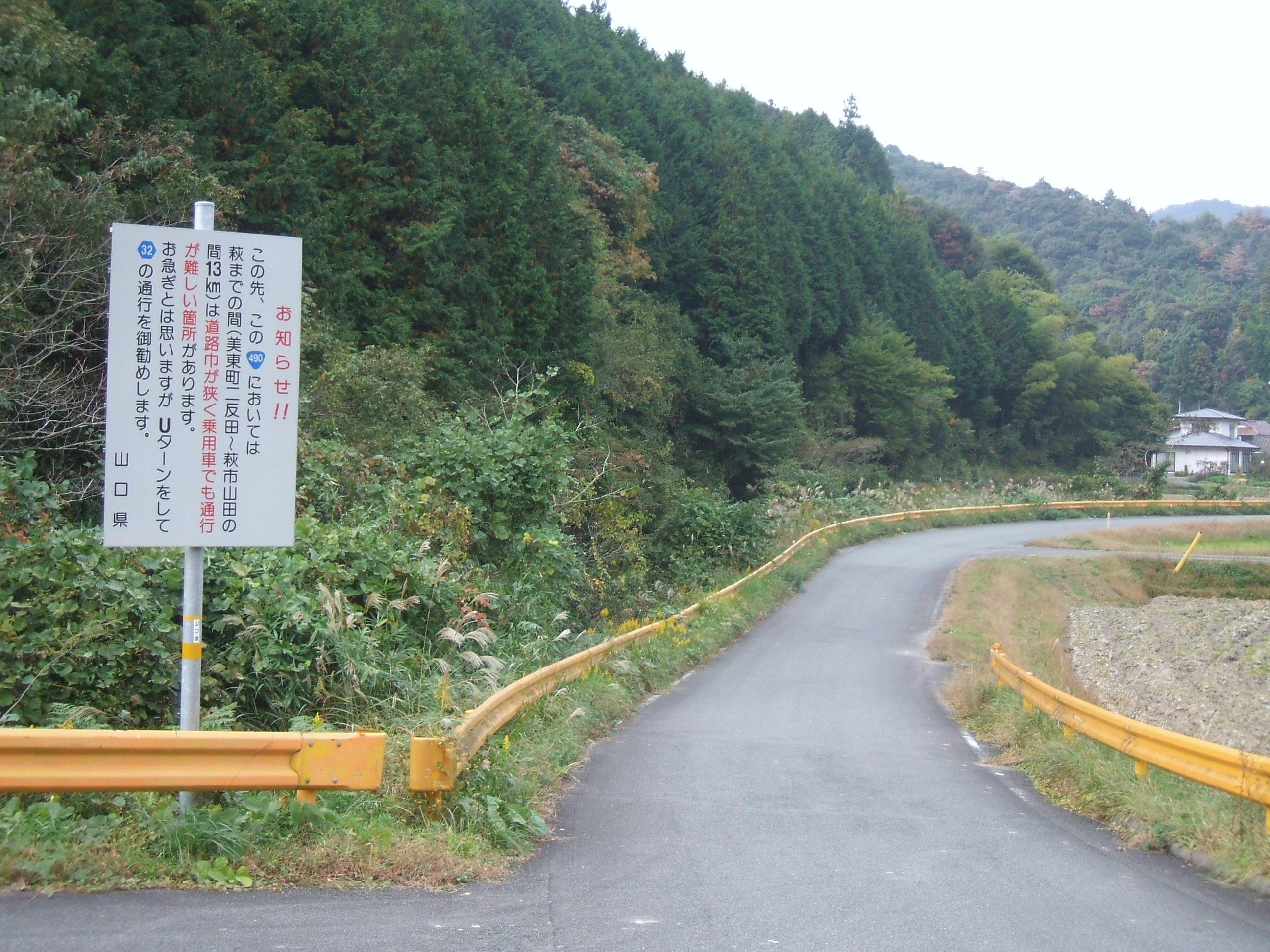
狭窄路段入口处的告示牌，敦促人们绕行县道

国道490号线在松山町一丁目十字路口和白石十字路口（宇部IC附近）之间是4车道以上的宽阔道路，其他路段大多维持2车道。但是，从美奈市美東町絵堂二反田到萩市山田，在笹雨峠附近约9 公里，大部分路段都在山区，而且是狭窄的道路。不但大型車輛，连普通乘用车都难以通过。在狭窄路段的入口处，山口县立了路标，大意是建议在路上调头，绕經县道 。根据该路标的内容，从国道490号线利用山口县道32号萩周吉线和国道262号线前往萩市是很常见的。然而，所谓「酷道」路段的距离很短，提高标准的计划正在進行 。

## 脚注

### 注解
1. ↑  2020年3月31日現在